# 辛沪光
辛沪光（1933年—2011年10月17日），祖籍江西宜春市万载县，出生于上海，中国作曲家。

## 生平
辛滬光1948年考入南昌一中，开始接受正规音乐教育，1951年考入中央音乐学院成为中央音乐学院第一批学生之一。在校期间，辛受到同学美丽其格的影响，开始接触蒙古族音乐，并与单簧管专业的蒙古族同学包玉山相恋。1956年，辛毕业于中央音乐学院，其毕业作品《嘎达梅林》引起了轰动，使其一举成名。此外还有马头琴协奏曲《草原音诗》，管弦乐曲《草原组曲》，弦乐四重奏《草原小牧民》等许多优秀作品。
毕业后，辛追随包玉山前往内蒙古歌舞团，后调任内蒙古艺术学院作曲专业教师，培养出阿拉腾奥勒等杰出的蒙古族音乐家。于1982年调回北京歌舞团同时在中央音乐学院继续深造作曲专业。1991年前后移居美国，但在其长子遇害后回到北京。
辛与丈夫包玉山育有三子，长子于1991年遇害，三子三宝现为中国著名音乐人。